# Pukatjärnen, Hälsingland
Pukatjärnen är en sjö i Ovanåkers kommun i Hälsingland och ingår i Ljusnans huvudavrinningsområde. Sjön har en area på 0,0961 kvadratkilometer och ligger 383,2 meter över havet.

## Delavrinningsområde
Pukatjärnen ingår i det delavrinningsområde (678852-151105) som SMHI kallar för Förgrening. Medelhöjden är 406 meter över havet och ytan är 7,33 kvadratkilometer. Det finns inga avrinningsområden uppströms utan avrinningsområdet är högsta punkten. Svartån som avvattnar avrinningsområdet har biflödesordning 4, vilket innebär att vattnet flödar genom totalt 4 vattendrag innan det når havet efter 85 kilometer. Avrinningsområdet består mestadels av skog (80 procent). Avrinningsområdet har 0,32 kvadratkilometer vattenytor vilket ger det en sjöprocent på 4,3 procent.